# Associação de Músicos, Arranjadores e Regentes
Associação de Músicos, Arranjadores e Regentes ou AMAR é uma instituição brasileira que administra e distribui os direitos autorais do Brasil.
Na década de 2000, era uma das seis entidades consideradas como efetivas, com direito a voto na assembleia-geral do ECAD.
Em 2018, a associação foi habilitada pelo Ministério da Cultura a arrecadar os direitos autorais, realizando cobranças diretamente.